# Scopula subsincera
Scopula subsincera là một loài bướm đêm trong họ Geometridae.